# Hortense Schneider

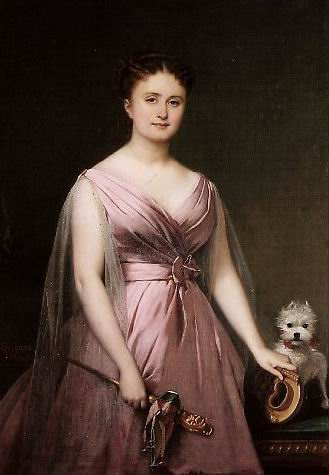
Hortense Schneider.

Hortense (Catherine Jeanne) Schneider, född 30 april 1833 i Bordeaux, död 5 maj 1920 i Paris, var en fransk operasångerska (sopran). Hon tillhörde sitt sekels mest berömda operasångerskor i Europa och räknas som Frankrikes mest berömda operastjärna och primadonna under det andra kejsardömet. 

## Biografi
Hortense Schneider föddes i Bordeaux som dotter till en skräddare från Strasbourg, som avled i alkoholism. Hon började sjunga för att tjäna pengar redan vid tre års ålder och debuterade på scenen vid tolv års ålder 1845, varefter hon var aktiv vid olika kringresande teatersällskap i landsorten. År 1855 debuterade hon på Bouffes-Parisiens i Paris. Hon antog då namnet Hortense efter kejsar Napoleon III:s mor.  
Som artist är hon framför allt berömd för sitt samarbete med kompositören Jacques Offenbach och dramatikerna Henri Meilhac och Ludovic Halévy. Bland hennes främst roller nämns huvudrollen i La Belle Hélène (1864), samt Riddar Blåskägg (1866) och Storhertiginnan av Gerolstein (1867), som båda skapades för henne. Hon utförde rollen som Storhertiginnan av Gerolstein i samband med världsutställningen i Paris 1867 inför åtskilliga europeiska potentater, vilket beskrivs som en stor uppmärksammad triumf och världsutställningens höjdpunkt.  Vid detta tillfälle uppvaktades hon av kejsar Napoleon III, prinsen av Wales, kejsar Frans Josef I av Österrike, Tsar Alexander II av Ryssland och Egyptens khediv Ismail Pascha, och hennes hem blev omtalade som Prinspassagen; även den blivande Oscar II av Sverige tillhörde hennes uppvaktande.
Efter andra kejsardömets fall och Pariskommunen 1871 avtog hennes karriär. Hon gjorde ett antal gästuppträdanden i särskilt Ryssland, innan hon slutligen avslutade sin karriär i samband med Offenbachs död 1880. 
Schneider fick 1858 en son med hertigen av Gramont-Caderousse, som föddes lam. Vid Gramont-Caderousses död 1865 testamenterade han en förmögenhet till henne för att göra det möjligt för henne att ta hand om deras son. Hon levde efter sin pensionering ett privatliv tillägnat skötseln av sin son. Hon gifte sig 1881 med den italienska greven av Bionne, men skiljde sig kort därefter.